# Juan José de los Ángeles
de los Ángeles  Segui est un nom espagnol. Le premier nom de famille, en général paternel, est de los Ángeles ; le second, en général maternel, souvent omis, est Segui.
Juan José de los Ángeles Segui (né le 21 février 1973 à Xeraco) est un coureur cycliste espagnol. Professionnel de 1997 à 2004 au sein des équipes Kelme et Fassa Bortolo, il a remporté le GP Llodio en 2001.

## Palmarès

### Palmarès amateur
- 1995
  - Challenge de la Marina
  - Premio Alcalalí
  - Trofeo San Isidro
- 1996
  - Subida a Urraki
  - Tour d'Ávila
  - Bayonne-Pampelune
  - Trofeo San Lorenzo
  - 2e de la Santikutz Klasika

### Palmarès professionnel
- 2001
  - GP Llodio

## Résultats sur les grands tours

### Tour de France
3 participations
- 1997 : 55e
- 1998 : abandon (15e étape)
- 1999 : 129e

### Tour d'Italie
3 participations
- 2000 : 50e
- 2001 : abandon (3e étape)
- 2002 : 33e

### Tour d'Espagne
2 participations
- 2002 : 52e
- 2003 : 83e